# (33821) 2000 AF200
2000 AF200 (asteroide 33821) é um asteroide da cintura principal. Possui uma excentricidade de 0.16367800 e uma inclinação de 13.11703º.
Este asteroide foi descoberto no dia 9 de janeiro de 2000 por LINEAR em Socorro.